# 12553 Aaronritter
12553 Aaronritter è un asteroide della fascia principale. Scoperto nel 1998, presenta un'orbita caratterizzata da un semiasse maggiore pari a 2,2039902 au e da un'eccentricità di 0,0571910, inclinata di 3,51706° rispetto all'eclittica.
L'asteroide è dedicato allo studente statunitense Aaron M. Ritter.